# Henni Forchhammer

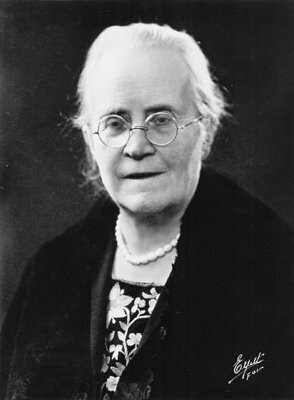
Henni Forchhammer

Henriette Sophie Forchhammer, genannt "Henni" (8. März 1863 in Aalborg – 31. Mai 1955 in Frederiksberg) war eine dänische Sprachenlehrerin und bekannte Frauenrechtlerin.

## Leben
Forchhammer studierte Sprachwissenschaften und war Schülerin des Sprachwissenschaftlers Otto Jespersen. Sie schrieb Sprachlehrbücher für Italienisch, Englisch und Dänisch. 
1899 war sie Mitgründerin des dänischen Frauennationalrats Danske Kvinders Nationalråd, war von Anfang an in dessen Vorstand und leitete diese Organisation von 1913 bis 1931. Forchhammer war 1915 Mitgründerin der Women’s International League for Peace and Freedom und Vizepräsidentin des Internationalen Frauenrats von 1914 bis 1930. Von 1920 bis 1937 war sie dänische Delegierte im Völkerbund. 1932 erhielt Forchhammer die Verdienstmedaille in Gold.
Henriette Sophie Forchhammer ist das dritte von 13 Kindern von Abigael Marie Bing Ebbesen (1840–1888) und Johannes Nicolai Georg Forchhammer (1827–1909).

## Schriften
- [Autobiografie], in: Elga Kern (Hrsg.): Führende Frauen Europas. In 16 Selbstschilderungen. München : E. Reinhardt, 1928, S. 199–213